# Aubigny, Calvados
Aubigny är en kommun i departementet Calvados i regionen Normandie i norra Frankrike. Kommunen ligger i kantonen Falaise-Nord som ligger i arrondissementet Caen. År 2022 hade Aubigny 299 invånare.

## Befolkningsutveckling
Antalet invånare i kommunen Aubigny
Referens: INSEE